# Raphitoma histrix
Raphitoma histrix é uma espécie de gastrópode do gênero Raphitoma, pertencente a família Raphitomidae.